# (7127) Stifter
(7127) Stifter (1991 RD3) – planetoida z pasa głównego asteroid okrążająca Słońce w ciągu 5,4 lat w średniej odległości 3,07 j.a. Odkryta 9 września 1991 roku.